# Na skraju przepaści
Na skraju przepaści – dramat w reżyserii Freda Zinnemanna z Seanem Connerym w roli głównej. Był to ostatni film, który wyreżyserował Fred Zinnemann. Na podstawie opowiadania Maiden, Maiden Kay Boyle.

## Obsada
- Sean Connery – Douglas Meredith
- Betsy Brantley – Kate
- Lambert Wilson – Johann Biari
- Jennifer Hilary – Sarah Meredith
- Isabel Dean – Kate's Mother
- Gérard Buhr – Brendel
- Anna Massey – Jennifer Pierce
- Sheila Reid – Gillian Pierce
- Georges Claisse – Dieter
- Kathy Marothy – Żona Dietera
- Terry Kingley – Georg
- Emilie Lihou – Stara kobieta
- Alfred Schmidhauser – Martin